# Finnemans
Finnemans is een korte film uit 2010 in het kader van One Night Stand. Op 10 mei 2013 was de tv-premiere op ARTE onder de titel Finn findet's raus.

## Rolverdeling
| Acteur               | Rol                 |
| -------------------- | ------------------- |
| Jelmer Ouwerkerk     | Finn                |
| Remko Vrijdag        | Roelof              |
| Susan Visser         | Myla                |
| Abbey Hoes           | Lizzie              |
| Bart Klever          | Buurman             |
| Saskia Rinsma        | Evelien             |
| Everd van der Meulen | Eduard              |
| Rein Hofman          | Leraar              |
| Roos Ouwehand        | Vrouw in praatgroep |
| Sylvia Poorta        | Therapeute          |
| Tom Beljaars         | Mike                |

## Verhaal
Finn ontdekt op een dag dat zijn vader graag in vrouwenkleren rondloopt. Zijn vader vraagt aan Finn om dit geheim te houden. Dit valt Finn zwaar, omdat hij net zijn eigen seksualiteit aan het ontdekken is. Dit merkt ook Lizzie, zijn klasgenoot, die elkaar leuk vinden maar door Finns afwijzing wordt teleurgesteld. Als hij op Lizzies interesse ingaat en er een vrijpartij ontstaat wat zijn problemen met z'n vader doet vergeten, slaat bij Finn de schaamte en twijfel toe.